# Musée d'Art et d'Histoire Paul-Éluard
Pour les articles homonymes, voir Musée d'Art et d'Histoire.
Le musée d'Art et d'Histoire Paul-Éluard est le musée municipal de Saint-Denis (Seine-Saint-Denis). Fondé en 1901, il s'installe en 1981 dans l'ancien carmel classé monument historique en 1978, situé entre la rue Gabriel-Péri et la rue de la Légion d'honneur.
Le musée a obtenu le prix européen des musées du Conseil de l'Europe le 7 avril 1983.

## Histoire du site

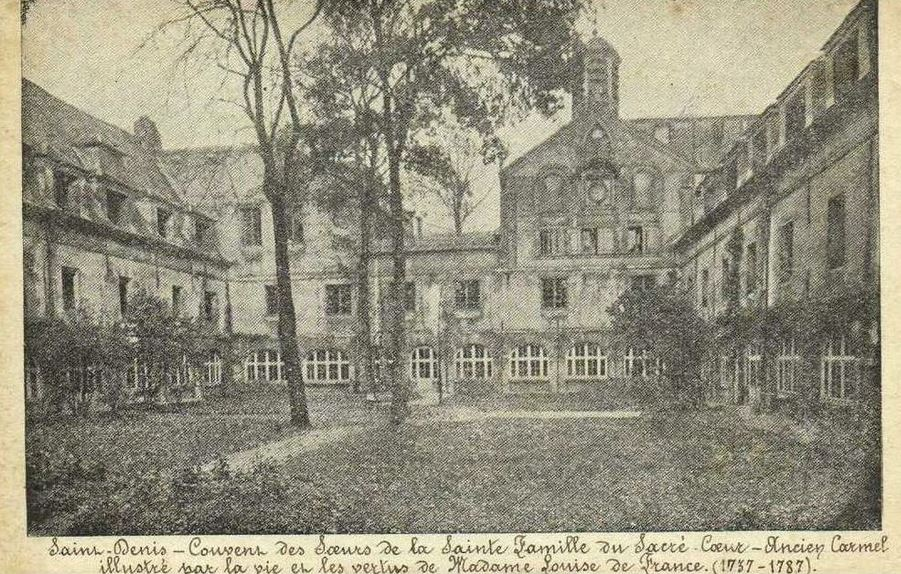
Le carmel de Saint-Denis au début du XXe siècle.

Le carmel de Saint-Denis, créé par le cardinal Pierre de Bérulle est la 37e fondation en France de l'ordre de Notre-Dame du Mont-Carmel.
« Sept religieuses du couvent des carmélites d'Amiens forment le nouvel établissement au mois de septembre 1625 […]. Le couvent de Saint-Denis est le trente-septième de leur ordre depuis que le pape Clément VIII, à la requête de Mademoiselle de Longueville fonda la congrégation des religieuses carmélites de France selon la réforme de Sainte-Thérèse, le treizième de novembre 1603. »
La fille de Louis XV, Louise de France, y prendra l'habit en 1770 et y prononcera ses vœux le 12 septembre 1771. Louise de France fut la prieure du couvent de 1773 à 1779, puis de 1785 à sa mort en 1787.
Ayant trouvé le carmel très délabré, elle sera à l'origine de la restauration des bâtiments conventuels, puis de la construction par l'architecte du roi Richard Mique d'une chapelle de style néo-classique aujourd'hui classée monument historique, et de nombreux autres travaux de rénovation.
La chapelle sert de tribunal public entre 1895 et 1983 environ, ce qui explique l'inscription "Justice de paix" visible à son fronton.
Les Sœurs de la Sainte-Famille du Sacré-Cœur occupent ces bâtiments jusqu'en 1959. En 1972, la municipalité de Saint-Denis les sauve de la destruction par des promoteurs immobiliers, en les achetant à l’évêché afin d'y installer un musée.
La rue des Carmélites, qui longe le côté sud du musée, rappelle cette origine.

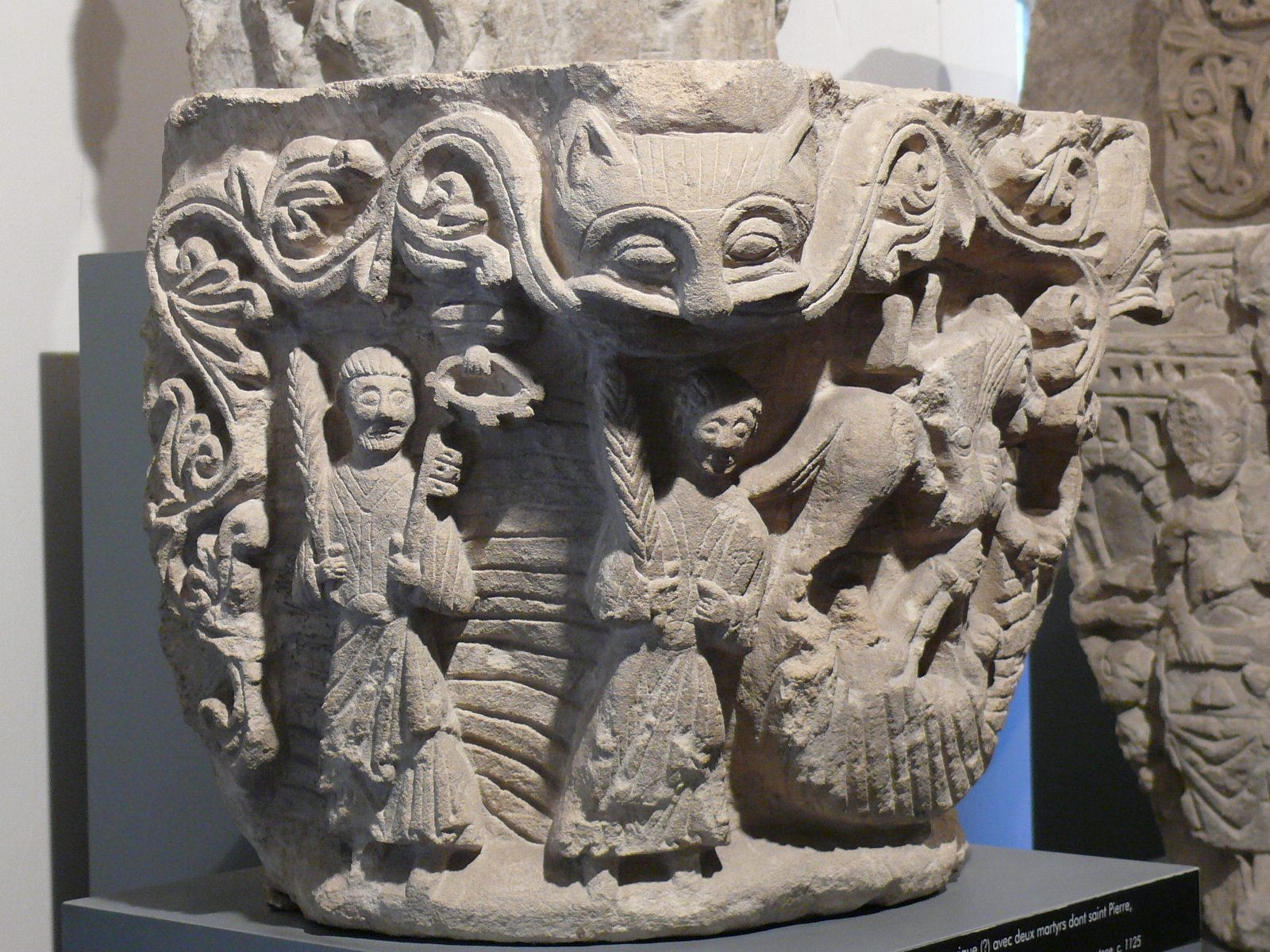
Chapiteau, vers 1125.
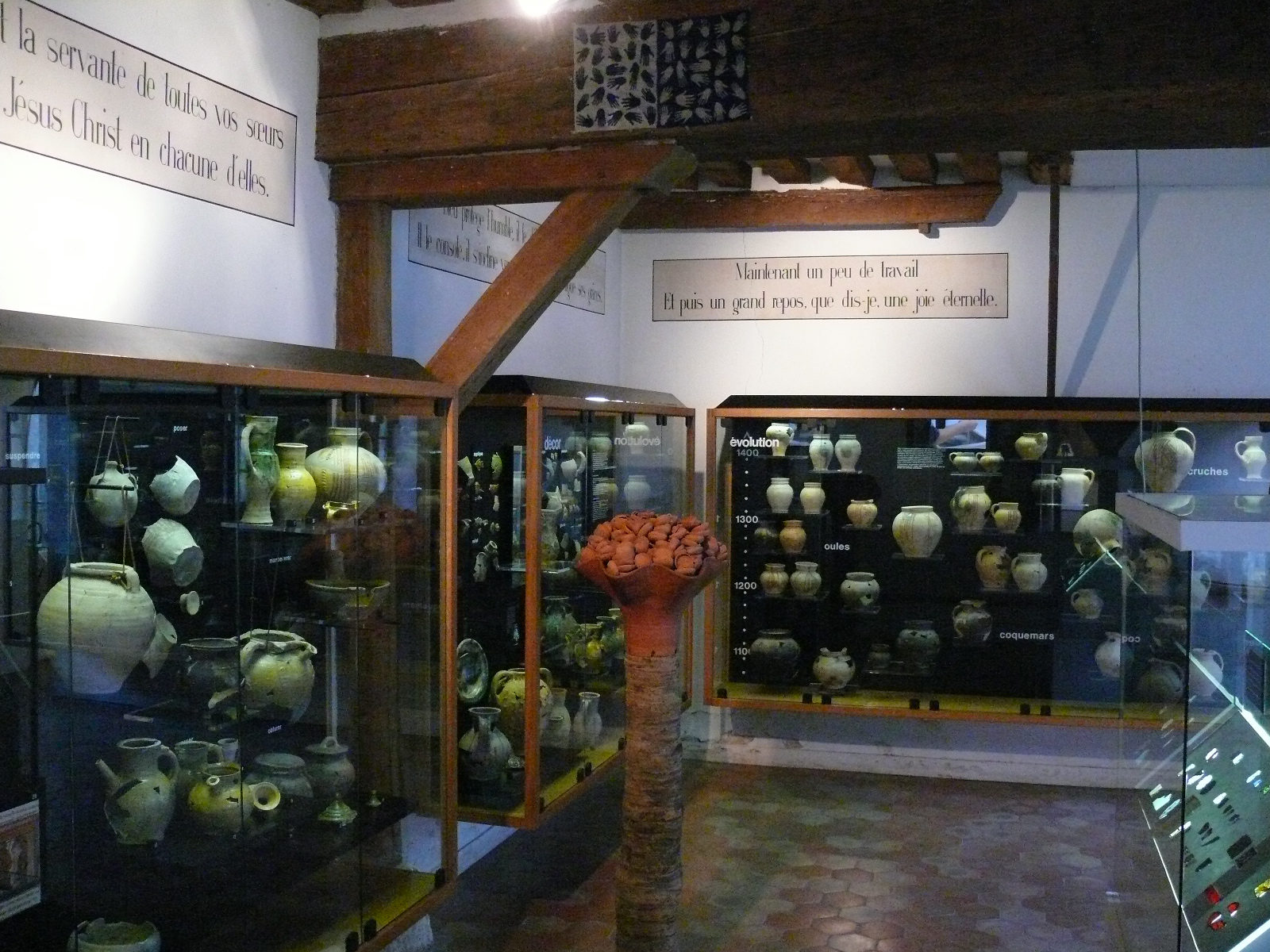
Salle des poteries médiévales.
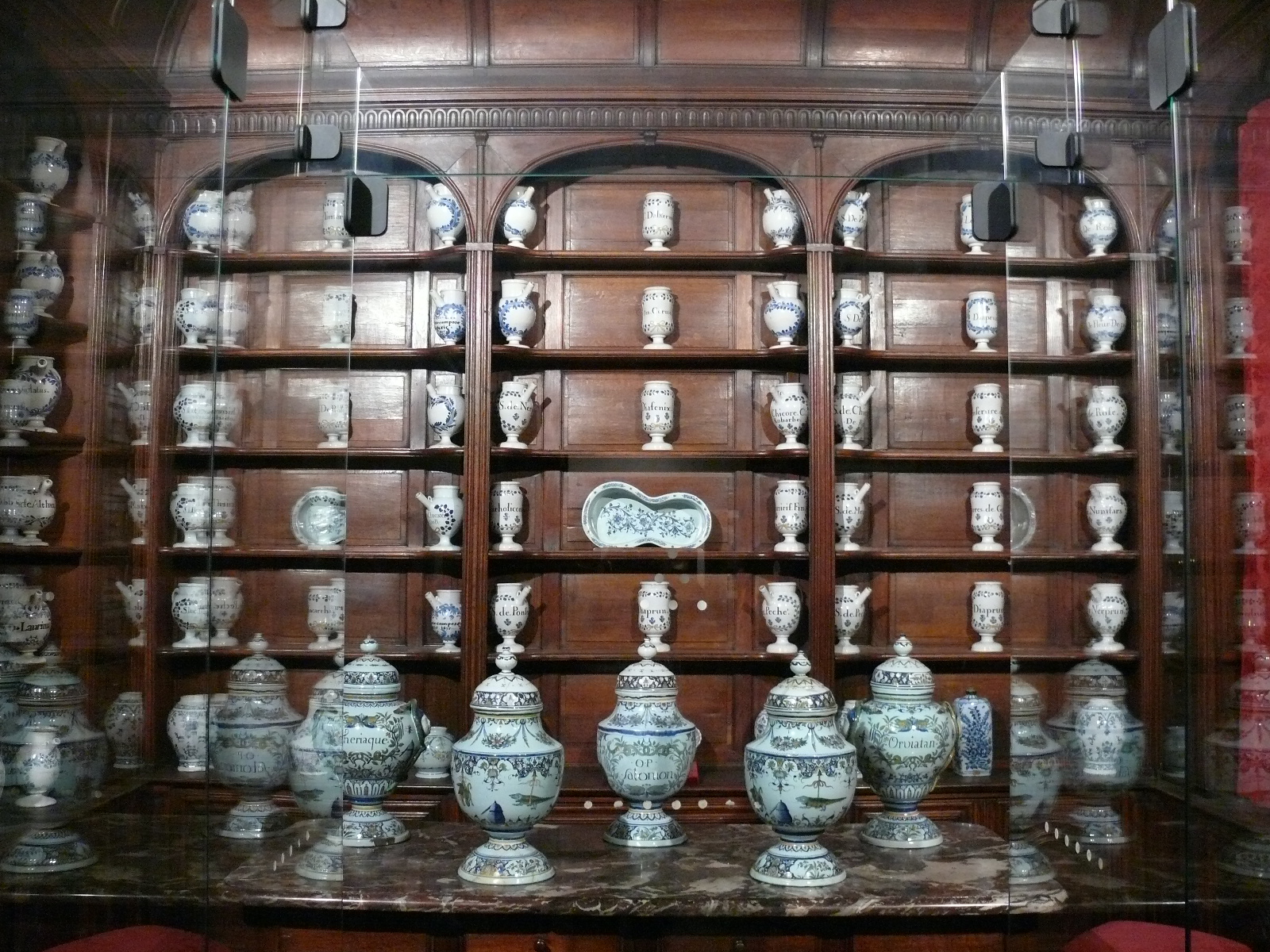
L'apothicairerie de l'ancien hôtel-Dieu.
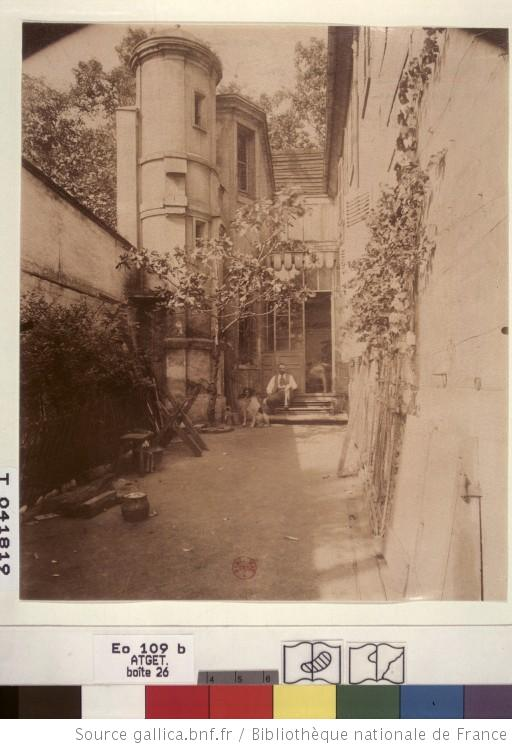
Ancien couvent des Carmélites, maison où Louis XV eut un entretien avec Louise de France, photographié par Eugène Atget en 1901.

## Le musée

### Les fonds
- Une partie des résultats des fouilles archéologiques entreprises à proximité de la basilique depuis 1973, notamment des vestiges de la nécropole mérovingienne (la collection de céramiques médiévales est une référence européenne). On peut également noter un jeu de table, un bonnet en byssus et fibules en orfèvrerie cloisonnée.
- On trouve également dans les collections des pièces évoquant d'autres aspects du passé de la ville, comme l'Hôtel-Dieu (dont la construction remonte à 1713) avec sa splendide apothicairerie, ou un piano Pleyel.
- Dans les cellules des nonnes, de nombreux objets et tableaux la vie du Carmel, avec des tableaux du peintre Laurent Guillot.
- Plus de 3 000 lithographies d'Honoré Daumier et 800 de ses bois gravés.
- Enfin, les fonds contemporains abritent :
  - une des plus importantes masses de documents sur la Commune de Paris (photographies, objets insolites tels la bourse brodée de Louise Michel, estampes…) ;
  - le fonds Paul-Éluard, natif de la ville, dont le manuscrit du poème Liberté, un vase de Pablo Picasso, un poème illustré par Joan Miró, etc. ;
  - le fonds Francis Jourdain, dont un grand nombre de dessins d'architecture intérieure, des céramiques et du mobilier.

Quatre salles d'exposition sont consacrées à la guerre franco-allemande de 1870 et à la Commune de Paris.

### Expositions temporaires
- de juin au  25 novembre 2024 : « La Mécanique de l'exploit », en lien avec l'organisation des Jeux olympiques d'été de 2024[5]
- 6 avril au 10 juillet 2023 : « Pablo Picasso, Paul Éluard, une amitié sublime ».
- 20 mai au 7 novembre 2022 : "Polyphone. Polyphonies visuelles et sonores"[6]
- 9 décembre 2022 au 6 mars 2023 : "Insurgé.es. Regards sur celles et ceux de la Commune de Paris de 1871"[7]
- 19 mai au 23 juin 2021 : « Les Damnés de la Commune, dans l'atelier de Raphaël Meyssan ».
- 29 novembre 2019 au 2 mars 2020 : « 36 épisodes du Siège de Paris : l’énigme de la Suite Binant »[8].
- Du 6 avril au 7 mai 2017 : « Dorian François, Solitudes », dans le cadre du Mois de la Photo du Grand Paris, en partenariat avec la galerie Beaudoin-Lebon.
- Du 24 mars au 29 mai 2017 : « Frédéric Nauczyciel, La peau vive », dans le cadre du cycle Chapelle Vidéo, en partenariat avec le département de la Seine-Saint-Denis.
- Du 18 novembre 2016 au 27 février 2017 : « Autour du poème Liberté, Paul Éluard et Fernand Léger en dialogue », en partenariat avec le musée national Fernand-Léger à Biot.
- Du 11 mars au 17 octobre 2016 : « Sylvie Blocher Les mots qui manquent. The missing words ».
- Du 15 octobre 2015 au 30 juin 2016 : « André Deslignères, bois gravés de la Grande Guerre ».
- Du 18 septembre 2015 au 30 juin 2017 : « Éluard/Picasso : une amitié créatrice, rotation des œuvres du fonds Paul-Éluard ».
- Du 18 septembre au 21 décembre 2015 : « Otto Dix, je vous écris du front ».
- Du 3 juin au 21 septembre 2015 : « Ah ! Tu veux te frotter à la presse !! », dialogues entre des unes de Charlie Hebdo et des caricatures des XIXe et XXe siècles conservées dans les collections du musée.
- Du 5 décembre 2014 au 9 mars 2015 : « Pierre Jahan. À l'ombre des rois, lumières et jeux de la photographie », en partenariat avec la galerie Michelle Chomette.
- De mars à mai 2012 : « Cent-quinze peintures de Raymond Guerrier ».
- Du 18 novembre 2006 au 22 octobre 2007 : « Le verre en œuvre ». Cette exposition, proposée par l’Unité d’archéologie de la ville, est la première entièrement consacrée à la verrerie de Saint-Denis. Objets archéologiques et verreries Legras offrent un panorama couvrant la fin de l’Antiquité jusqu’à la période industrielle. La fabrication du verre est abordée ainsi que sa conservation et sa restauration, l’évolution des formes et des décors mis en œuvre. Organisée dans le cadre des 25 ans de l’installation du musée dans l’ancien carmel de la ville, l'exposition coïncide avec l’accueil à Saint-Denis des 21e rencontres de l'Association française pour l’archéologie du verre (AFAV).
- Du 22 mars au 26 juin 2013 : « Eloi Valat. Peintures et dessins autour de la Commune de Paris. Création en résidence d'une œuvre originale : La Barricade ».
- Du 6 avril au 2 juillet 2012 : « Anne Slacik. Peintures et livres peints 1989-2012 ».
- 1986 : « Rétrospective François Heaulmé ».
- 1967 : « Matta », conservateur Colette Caubisens-Lasfargues.
- 1965 : « Les peintres et la Nature Morte en France depuis l'Impressionnisme ».
- Mars 1963 : « Paul Éluard », conservateur Colette Caubisens-Lasfargues.
- Du 17 mars au 28 mai 1935 : « La Commune de Paris, Exposition d'Art et d'Histoire ».

### Direction
- Le critique d'art Jean Rollin est conservateur en chef du musée depuis sa création en 1981 et ce jusqu'en 1988.

- Sylvie Gonzalez est directrice de l'établissement de 1988 à 2019[9],[10]
- Anne Yanover est directrice de 2019 à 2023[11]
- Valérie Perlès le dirige depuis septembre 2023[12]

## Moyens d'accès
- ligne 13 du métro de Paris par la station Saint-Denis - Porte de Paris.
- Ligne 8 du tramway d'Île-de-France par les stations Pierre de Geyter ou Saint-Denis - Porte de Paris.